# يوجين ريكس
يوجين ريكس (بالألمانية: Eugen Rex)‏ (و. 1884 – 1943 م) هو مخرج أفلام، وكاتب سيناريو، وممثل مسرحي، وممثل أفلام، وكاتب ألماني، ولد في برلين، كان عضوًا في الحزب النازي، توفي في برلين، عن عمر يناهز 59 عاماً.

## وصلات خارجية
- يوجين ريكس على موقع IMDb (الإنجليزية)
- يوجين ريكس على موقع أول موفي (الإنجليزية)
- يوجين ريكس على موقع قاعدة بيانات الأفلام السويدية (السويدية)
- يوجين ريكس على موقع قاعدة بيانات الفيلم (الإنجليزية)
- يوجين ريكس على موقع كينوبويسك (الروسية)